# 陰山琢磨
陰山 琢磨（かげやま たくま、1963年 - ）は、日本の小説家。兵庫県生まれ。SFファングループ 「プランニング はりま」の一員としてSFファン活動を行う。
架空戦記の執筆や新世紀エヴァンゲリオンの公式外伝作品「エヴァンゲリオン ANIMA」の執筆で知られる。

## 作品リスト

### 単行本
朝日ソノラマ
- センチュリオン急襲作戦 （2000年4月、ソノラマ文庫NEXT）
- 星々のクーリエ （2004年11月、ソノラマノベルス）

KKベストセラーズ ワニノベルス
- 蒼空の光芒 弩級殺し（ドレッドノート・キラー） （2002年7月）
- 零戦の勇士新たなる大戦 蒼穹の光芒 （2003年9月）

学研 歴史群像新書
- 旭日の鉄騎兵 （2004年2月）
- 旭日の鉄騎兵西へ （2004年8月）
- 旭日の鉄騎兵 満蒙に吼ゆ! （2005年3月）
- 欧州動乱1947 帝国の粛清 （2006年2月）
- 旭日の傭兵団 欧州動乱1947 （2006年6月）
- 旭日の傭兵団 謀略!カナダ侵攻1948 （2007年9月）

コスミック出版
- 超・空挺砲艦「火龍」 1 大逆転!ガダルカナル戦 （2004年5月、コスモノベルス）
- 超・空挺砲艦「火龍」 2 強襲!クウェゼリン環礁 （2004年11月、コスモノベルス）
- 超・空挺砲艦「火龍」 3 激突!マリアナ沖殲滅戦 （2005年6月、コスモノベルス）
- 超空の要塞 （2007年3月、コスミック文庫）

その他
- 大反撃一式砲戦車隊 Out of range （1997年8月、飛天出版 Hiten novels）
- 蒼穹の槍 （2004年6月、光文社 カッパ・ノベルス） - KAPPA-ONE登龍門3rd Season 推薦：山田正紀
- サイパン機動防御戦 一式砲戦車激闘譜 （2004年9月、銀河出版 Ginga-novels）
- 帝国傭兵軍団、制圧せよ （2006年7月、実業之日本社 ジョイ・ノベルス）

### 雑誌掲載
- エヴァンゲリオン ANIMA
  - 『電撃ホビーマガジン』2008年1月号より連載